# Ischnomera cinerascens
Ischnomera cinerascens is een keversoort uit de familie schijnboktorren (Oedemeridae). De wetenschappelijke naam van de soort is voor het eerst geldig gepubliceerd in 1868 door Pandelle.